# Werner Kogler
Werner Kogler, né le 20 novembre 1961 à Hartberg, est un homme politique autrichien.
Il est porte-parole des Verts - L'Alternative verte depuis 2017, ainsi que vice-chancelier, ministre fédéral des Arts, de la Culture, de la Fonction publique et des Sports depuis 2020.

## Biographie
Werner Kogler grandit dans une famille d'entrepreneurs de l'est de l'Autriche.
Il entend représenter au sein de son parti un courant « pragmatique » et en remporte en 2017 la direction contre les tenants d'une ligne plus à gauche. Il se revendique aussi du catholicisme social.
Il est l'un des artisans de l'accord de gouvernement avec les conservateurs de Sebastian Kurz en 2020. Écologiste modéré, il estime que l'Autriche est « une petite économie en Europe. On ne peut pas risquer de faire fuir notre industrie de l'acier dans un autre pays moins-disant en prenant des mesures trop dures. » Sur la question de l’accueil des réfugiés il a interpellé le chancelier Sebastian Kurz en 2021 après la prise de Kaboul par les Talibans, l'appelant à faire preuve « de plus d'humanité ». 